# Sultanato de Adal
Sultanato de Adal ou Reino de Adal (somali:  Saldaanada Cadal, em 
ge'ez: አዳል ʾAdāl, em árabe: سلطنة عدل) (c. 1415 - 1577) foi um estado muçulmano medieval multi-étnico localizado no corno da África. No seu auge, controlava partes do que hoje pertence a Somália, Etiópia, Jibuti e Eritreia.

## História
O nome Adal é mencionado pela primeira vez no século XIV durante as batalhas entre os muçulmanos do norte da Somália e da costa de Afar e as tropas cristãs do Rei Abissínio Ámeda-Sion I. Adal teve originalmente sua capital na cidade portuária de Zeilá, atualmente a situada na região homônima de Awdal no noroeste da Somália. O regime de governo na época era o de Emirado na maior parte do Sultanato de Ifate governado pela dinastia Ualasma.

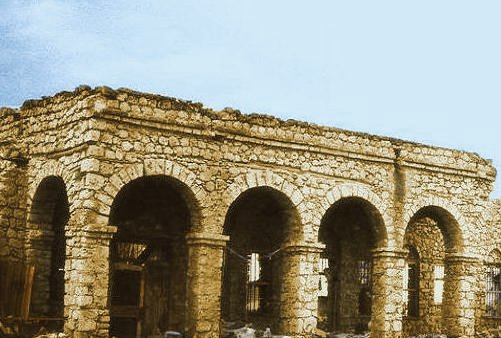
Ruínas do Sultanato de Adal em Zeilá, Somália.

Em 1332, o Rei de Adal foi morto em uma campanha militar durante a marcha de Ámeda-Sion para invadir Zeilá.
Quando o último sultão de Ifate, Sadadim II, também foi morto por Davi I da Etiópia em Zeilá em 1410, seu filho escapou para o Iémen, ante de retornar em 1415. No início do século XV a capital de Adal foi transferida para a cidade de Dacar, onde Sabredim II, o filho mais velho de Sadadim II, estabeleceu um novo sultanato depois de seu retorno do Iémen. As terras além do Rio Awash fora deixadas aos imperadores salomónicos etíopes. Durante esse período, Adal surgiu como o centro da resistência muçulmana contra a expansão cristã do Reino Abissínio.
Depois de 1468, uma nova geração de governantes surgiu no cenário político de Adal. Os dissidentes se opuseram as regras de Ualasma devido ao tratado que o Sultão Maomé ibne Badlai assinou com o imperador Baida-Mariam I, em que Badlai concordava em pagar um tributo anual. O Emir de Adal, que administrava as províncias, interpretou o acordo como uma traição de sua independência e um recuo do governo na política de longa data de resistência às incursões dos abissínios. O principal líder da oposição foi o Emir de Zeilá, o Sultanato mais rico da província. Como tal, era esperado que ele pagasse a maior parte do tributo anual a ser dado ao imperador da Abissínia. O Emir Ladai Osmã em seguida marchou para Dacar e tomou o poder em 1471. Entretanto, Osmã não retirou o sultão do cargo, mas em vez disso deu-lhe uma posição cerimonial, mantendo o poder real para si mesmo.

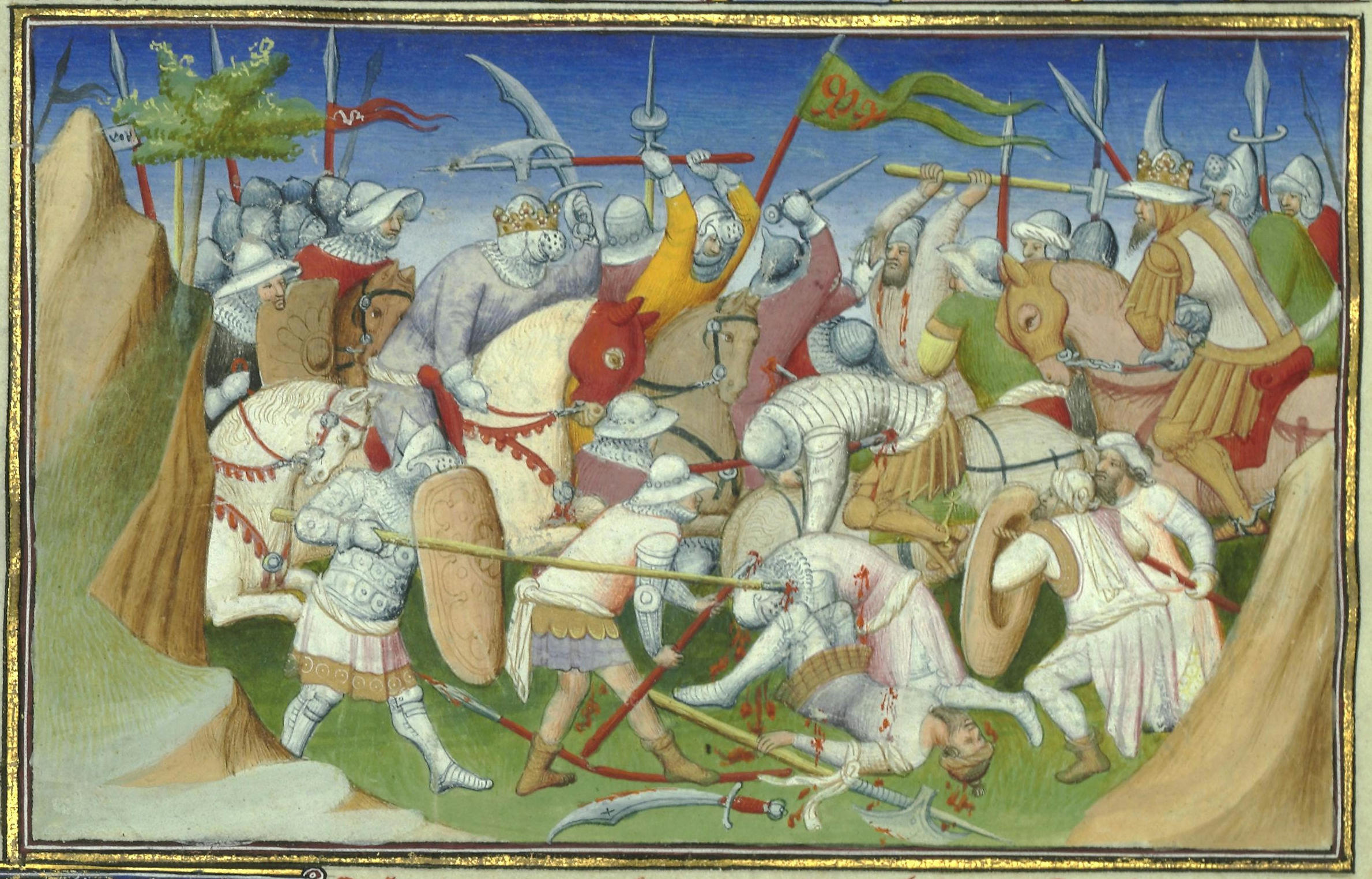
Sultão de Adal (direita) e suas tropas combatendo Iagba-Sion e seus homens. Do Livro das Maravilhas, século XV

Emir Mafuz que lutou contra sucessivos Imperadores causou a morte do imperador Naode em 1508, mas foi morto pelas forças do imperador Lebna Dengel em 1517. Depois de Mafuz, começou uma guerra civil, tendo passado pelo poder 5 Emirs em 2 anos. Por último, um líder forte e experiente chamado Garade Abum Adus (Garad Abogne) assumiu o poder e foi amado pelo povo de Adal. Quando Garade Abogne estava no poder foi derrotado e morto por Abubacar ibne Maomé, Em 1554, sob a iniciativa de Abubacar, Harar tornou-se a capital de Adal. Dessa vez, não apenas o mais jovem Emir revoltou-se, mas toda Adal se levantou contra o acordo de Abubacar. Muitas pessoas se juntaram as forças do novo cavaleiro Amade ibne Ibraim Algazi que reivindicou uma revanche por Garade Abogne.
No século XVI, a capital de Adal mudou novamente, dessa vez para Harar. De sua nova capital, Adal organizou um exército liderado pelo imame Amade ibne Ibraim Algazi que invadiu o império Abissínio. Essa campanha ficou conhecida como a Conquista da Abissínia ou Futuh al Habash. Durante a guerra, Ahmed inovou com o uso de canhões fornecidos pelo Império Otomano, que foram enviados contra as forças salomônicas e seus aliados portugueses liderados por Cristóvão da Gama. Alguns estudiosos afirmam que esse conflito provou, pelo uso de ambos os lados, o valor das armas de fogo, como o mosquete de fecho de mecha, canhões e o arcabuz sobre as armas tradicionais.

## Sultões de Adal
|    | Nome                      | Reino       | Nota |
| -- | ------------------------- | ----------- | --- |
| 1  | Sabredim Sadadim          | 1415 - 1422 | Filho de Sadadim Amade, obteve algumas vitórias antes de ser derrotado pelo imperador Isaque I                                           |
| 2  | Almançor Sadadim          | 1422 - 1424 | Filho de Sadadim Amade, derrotou os Abissínios em Iedaia, sendo depois derrotado e preso por Isaque                                      |
| 3  | Jameladim Sadadim         | 1424 - 1433 | Ganhou diversas batalhas antes de ser derrotado por Harjai, foi assassinado em 1433                                                      |
| 4  | Amadadim "Badlai" Sadadim | 1433 - 1445 | Filho de Sadadim Amade, conhecido pelos abissínios como "Arué Badlai" ("Badlai, o Monstro").                                             |
| 5  | Maomé Amadadim            | 1445 - 1472 | Filho de Amadadim "Badlai" Sadadim |
| 6  | Xameçadim Maomé           | 1472 - 1488 | Filho de Maomé Amadadim, foi atacado pelo imperador Esquender da Abissínia em 1479, que saqueou Dacar e destruiu grande parte da cidade. |
| 7  | Maomé Azaradim            | 1488 - 1518 | Bisneto de Sadadim Amade de Ifate. |
| 8  | Maomé Abubacar Mafuz      | 1518 - 1519 | Tomou o trono, o que provocou um conflito entre Caranle e Ualasma                                                                        |
| 9  | Abubacar Maomé            | 1518 - 1526 | Matou Garade Abum e restaurou a dinastia Ualasma.                                                                                        |
| 10 | Garade Abum Adadexe       | 1519 - 1525 | Sucessor de Maomé Abubacar Mafuz. |
| 11 | Omardim Maomé             | 1526 - 1553 | Filho de Maomé ibne Azaradim. |
| 12 | Ali Omardim               | 1553 - 1555 | Filho de Omardim Maomé |
| 13 | Baracate Omardim          | 1555 - 1559 | Filho de Omardim Maomé, último dos sultões Ualasma. Foi morto defendendo Harar do imperador Cláudio.                                     |

## Etnia
Os governantes do Sultanato anterior do Xoa e a princesa Ualasma de Ifate e Adal possuíam todas as tradições genealógicas árabes.
Durante os primórdios de Adal, quando a capital ainda era Zeilá, o reino era basicamente composto por Somalis, Afares e Árabes.